# Liste des compétences des départements en France
En France, le principe de libre administration des collectivités territoriales, énoncé à l'article 72 de la Constitution, suppose que celles-ci s'administrent par des conseils élus dotés d'attributions effectives et disposant d'un pouvoir de décision dans le cadre de compétences qui leur sont confiées. Le présent article dresse la liste des compétences des départements avant et après la réforme de 2015.

## Compétences avant la réforme de 2015

### Compétences facultatives, issues de la clause de compétence générale
La loi du 2 mars 1982 a doté le département d’une clause générale de compétence : « le Conseil général règle, par ses délibérations, les affaires du département ». En vertu de cette clause, les départements peuvent intervenir dans tous les domaines présentant un intérêt public à l'échelon du territoire départemental même si cette intervention n'est pas expressément prévue par un texte, sous réserve, néanmoins, de ne pas empiéter sur les compétences réservées exclusivement à d'autres personnes publiques. Les compétences exercées dans ce cadre sont dites facultatives.

### Compétences d'attribution décentralisées
Si les collectivités territoriales sont en mesure de développer des interventions facultatives en se fondant sur leur clause générale de compétence et sur la notion d'intérêt public local, certaines interventions leur sont en revanche imposées par la loi par le biais des transferts de compétences réalisés dans le cadre de la décentralisation. Dans cette hypothèse, on parle alors de compétences d'attribution dans la mesure où elles sont expressément attribuées aux collectivités par un texte. Parmi celles-ci existent celles qui sont obligatoires et donc communes à tous les départements (Action sociale, construction entretien et gestion des collèges, voirie départementale, etc) et celles qui sont optionnelles, à savoir celles que certains départements peuvent exercer s'ils en expriment la demande, soit dans un cadre défini, soit dans le cadre d'une expérimentation.
Le tableau ci-après recense les compétences d'attribution des départements en vigueur en 2015 avant la loi de Nouvelle organisation territoriale de la République. La différenciation entre compétences obligatoires et optionnelles n'est pas faite.
| Action sanitaire et sociale, aides à la personne et culture   | | |
| Action sociale                                                | Missions traditionnelles | Missions traditionnelles |
| Action sociale                                                | Aide à l'enfance et aux familles | Le département est compétent pour gérer le service d'aide sociale venant en aide aux enfants et aux familles en difficulté (art. L 123-1 CASF). À ce titre le président du conseil général délivre l'autorisation de création et de transformation et assure le contrôle et la surveillance des établissements et services accueillant des enfants de moins de 6 ans (crèches, haltes garderies, centres de vacances, centres de loisirs, garderies, etc.) . En outre, le président du conseil général est compétent pour accorder l'agrément nécessaire à l'adoption d'un enfant, mais aussi l'agrément permettant d'exercer la profession d'assistant maternel ou d'assistant familial. Cette dernière profession permet à des personnes d'accueillir à leur domicile des mineurs ayant fait l'objet d'une mesure de placement. Protection de l’enfance : aide sociale à l’enfance, prise en charge des mineurs en danger, recueil des informations préoccupantes, protection maternelle et infantile, possibilité de prise en charge des jeunes majeurs. |
| Action sociale                                                | Aide aux personnes âgées | S'agissant des politiques d'aides à destination des personnes âgées, la loi du 20 juillet 2001, qui a créé l'allocation personnalisée d'autonomie, a confié la gestion de cette prestation aux départements. Il s'agit d'une aide versée, sous conditions d'âge et de degré de dépendance, à toute personne qui est en perte d'autonomie. Il existe, par ailleurs, d'autres formes d'aides à destination des personnes âgées lorsqu'elles ne remplissent pas les conditions d'accès à cette allocation ; dans cette hypothèse, elles peuvent prétendre à l'aide ménagère, sous réserve de remplir les conditions de ressources posées par les textes. |
| Action sociale                                                | Aide aux personnes handicapées | Le département est amené à intervenir en direction des personnes handicapées puisqu'il doit gérer la prestation de compensation du handicap (PCH) créée par la loi du 11 février 2005 pour l'égalité des droits et des chances, la participation et la citoyenneté des personnes handicapées. Les départements ont également la charge de la gestion des maisons départementales des personnes handicapées qui ont une fonction d'accueil et d'accompagnement afin de permettre aux personnes handicapées d'accéder effectivement à leurs droits |
| Action sociale                                                | Profession d'accueillant familial                                                                                                   | La profession d'accueillant familial qui permet de prendre en charge à son domicile, des personnes âgées ou handicapées, est subordonnée à l'obtention d'un agrément délivré par le président du conseil général. |
| Action sociale                                                | Missions transversales qui doivent répondre à une diversité de problèmes sociaux liés, le plus souvent, à une situation d'exclusion | |
| Action sociale                                                | RMI | Le RMI a été créé par la loi du 1er décembre 1988. Ce revenu minimum a tout d'abord fait l'objet d'une cogestion par l'État et les départements, avant d'être décentralisé en totalité par la loi du 18 décembre 2003. Avec l'entrée en vigueur de ce texte, les départements ont été reconnus compétents pour attribuer l'allocation, selon des conditions fixées au niveau national. Leur compétence pour mettre en œuvre les actions d'insertion sociale et professionnelle accompagnant l'allocation a, par ailleurs, été confirmée. |
| Action sociale                                                | RSA | Le Revenu de solidarité active (RSA) a été créé par la loi du 1er décembre 2008 en remplacement du RMI (loi no 2008-1249) : ce nouveau dispositif prévoit, en effet, de mettre davantage l'accent sur l'insertion professionnelle au détriment des interventions en faveur de l'insertion sociale. Pour mener à bien cette compétence, le département doit, notamment, adopter un programme départemental d'insertion définissant la politique départementale d'accompagnement social et professionnel (art. L. 263-1 CASF). |
| Action sociale                                                | Autres aides | Outre le RSA, le département est également amené à gérer le fonds d'aide aux jeunes en difficulté et le fonds de solidarité pour le logement. Le premier intervient en direction des jeunes de 18 à 25 ans ne pouvant prétendre au RSA puisque cette prestation est réservée, sauf exception, aux personnes âgées d'au moins 25 ans. Le second fonds apporte, quant à lui, une aide aux personnes qui rencontrent des difficultés pour honorer leurs obligations locatives, qu'il s'agisse du paiement du loyer ou des charges. Ces aides doivent, notamment, permettre aux personnes vulnérables de se maintenir dans leur logement afin d'éviter une situation d'expulsion. |
| Action sanitaire                                              | Protection maternelle et infantile                                                                                                  | "Le service de protection maternelle et infantile (PMI) est un service départemental chargé d’assurer la protection sanitaire de la mère et de l’enfant. Il organise des consultations et des actions de prévention médico-sociale en faveur des femmes enceintes et des enfants de moins de 6 ans. Il joue également un rôle essentiel en matière d’accueil des jeunes enfants : instruction des demandes d’agrément des assistantes maternelles, réalisation d’actions de formation ; surveillance et contrôle des assistantes maternelles ainsi que des établissements et services d’accueil des enfants de moins de 6 ans,. |
| Action sanitaire                                              | Planification familiale | Les centres de planification ou d'éducation familiale (CPEF) assurent des consultations de contraception, des actions individuelles et collectives de prévention portant sur la sexualité et l’éducation familiale, des entretiens préalables à l’interruption volontaire de grossesse et des entretiens relatifs à la régulation des naissances dans les suites d’une interruption volontaire de grossesse. Les lois de décentralisation de 2003 ont placé les CPEF sous la responsabilité du président du conseil général. Les activités de planification peuvent être assurées en gestion directe par les départements : les personnels sont alors des employés départementaux, rémunérés par le conseil général (éventuellement sous forme de vacations). Les conseils généraux peuvent aussi en déléguer la gestion par voie de convention à d'autres collectivités (communes par exemple), à des établissements de santé ou des associations. Les centres en régie directe représentent la moitié des CPEF et les centres en site hospitalier, en gestion déléguée, représentent VA de l'ensemble des centres. Ces chiffres moyens recouvrent une grande diversité de situations qui vont de la régie directe exclusive (20 départements) à la délégation intégrale de gestion (14 départements) avec toute la gamme des situations intermédiaires |
| Action sanitaire                                              | Présidence du conseil d’administration des établissements publics de santé spécialisés                                              | La présidence du conseil d'administration des établissements publics de santé départementaux est assurée par le président du conseil général. Lorsque le président du conseil général ne souhaite pas assurer les fonctions de président du conseil d'administration, son remplaçant est élu par et parmi les autres membres élus (conseiller général, représentant de la commune ou de la région), cette circonstance ne faisant pas obstacle à ce que le président du conseil général reste membre du conseil d'administration. |
| Action sanitaire                                              | Prévention sanitaire (pour partie recentralisée)                                                                                    | Par délégation passée avec l'État, les départements peuvent intervenir en matière de prévention sanitaire dans le cadre de la lutte contre la tuberculose, le cancer ou encore, le Sida. En matière de dépistage des tumeurs 172 M€ ont ainsi été dépensés dans les comptes nationaux de la santé 2008, dont 28,5 à la charge des départements. Les dépenses des départements en matière de vaccins se sont quant à elles élevées à 85,4 M€ sur un montant total de 108,6 M€." |
| Action sanitaire                                              | Lutte contre les moustiques | La loi n°64-1246 du 16 décembre 1964 relative à la lutte contre les moustiques précise notamment dans l’article 1er de sa version initiale « Il pourra être créé dans les départements dont les Conseils Généraux le demanderaient, des zones de lutte contre les moustiques, à l’intérieur desquelles les services et organismes habilités par arrêté préfectoral seront autorisés à procéder d’office aux prospections, traitements, travaux et contrôles nécessaires à cette action ». La Loi de finances pour 1975 vient préciser ce cadre général en définissant les règles de participation financière des communes bénéficiant des opérations de démoustication. Le décret n°2005-1763 du 30 décembre 2005 pris pour application des articles 71 et 72 de la loi n°2004-809 du 13 août 2004 relative aux libertés et aux responsabilités locales précise les conditions d’organisation des opérations de régulation des moustiques et définit les sanctions pénales pour non-respect des prescriptions. |
| Emploi - Insertion professionnelle                            | Emploi | Concours au service public de l'emploi au travers de : - possibilité de participation aux maisons de l’emploi ; - possibilité de participation aux structures d’accompagnement et d’insertion professionnelle des jeunes (missions locales et PAIO) ; - participation au conseil régional de l’emploi. |
| Emploi - Insertion professionnelle                            | Insertion professionnelle | Responsabilité du fonds départemental d’aide aux jeunes en difficulté. |
| Emploi - Insertion professionnelle                            | Insertion professionnelle | Responsabilité de l'insertion sociale et professionnelle des titulaires du RSA ; responsabilité dans la mise en œuvre du |
| Logement et habitat                                           | Plan départemental de l’habitat | Autorité de rattachement des offices publics de l’habitat Signature des conventions d’utilité sociale conclues par les OPH rattachés à un département Gestion et financement du fonds de solidarité pour le logement Possibilité de délégation par l'État de la compétence d’attribution des aides à la pierre" |
| Logement et habitat                                           | Aides à la construction | Depuis 2005 l'État peut déléguer aux collectivités territoriales sa compétence d'attribution des aides à la pierre au secteur du logement locatif social et au secteur du logement privé. la délégation a connu une montée en puissance rapide surtout pour les départements. En 2005 et 2006, 20 départements et 62 EPCI se sont engagés dans la conclusion d'une convention. 93 % des conseils généraux actuellement délégataires le sont depuis 2007, cette proportion étant de 77 % pour les EPCI. En 2011, 27 départements disposaient de cette délégation pour 81 EPCI. |
| Logement et habitat                                           | Plan départemental d’actions pour le logement des personnes défavorisées                                                            | Le Plan départemental d'action pour le logement des personnes défavorisées (PDALPD) est issu de la loi du 31 mai 1990 visant à la mise en œuvre du droit au logement. Ce texte accompagne le PDALPD d’un Fonds de Solidarité Logement (FSL), qui en constitue le principal levier financier. Depuis l’acte II de la décentralisation, le FSL est placé sous la responsabilité du Département, alors que le PDALPD demeure copiloté avec l’État. Le PDALPD consiste à rassembler au sein d’un même document, les actions visant à faciliter l’accès de tous au logement décent et indépendant." |
| Logement et habitat                                           | Schéma départemental d’accueil des gens du voyage                                                                                   | La loi du 5 juillet 2000 relative à l’accueil et l’habitat des gens du voyage renforce les obligations d’élaboration et de mise en œuvre d’un dispositif d’accueil départemental pour les gens du voyage. Elle prévoit l’élaboration et l’approbation, conjointement par le préfet et le président du conseil général, d’un schéma d’accueil des gens du voyage, dans chaque département, et l’obligation pour les communes (de plus de 5 000 habitants) de réaliser les aires d’accueil prévues par ce schéma. La loi du 18 mars 2003 pour la sécurité intérieure et celle du 5 mars 2007 relative à la prévention de la délinquance ont renforcé ce dispositif |
| Action culturelle                                             | 1 % culturel | Insertion des œuvres d'art dans certaines constructions (1 % du coût de l'investissement) ; |
| Action culturelle                                             | Protection du patrimoine | Gestion, par convention, des crédits affectés à l’entretien et à la restauration des immeubles, orgues et objets mobiliers protégés n’appartenant pas à l’État ou à ses établissements. |
| Action culturelle                                             | Enseignements artistiques | La loi no 2004-809 du 13 août 2004 prévoit dans son article 101 l’adoption par les Conseils généraux d’un schéma départemental de développement des enseignements artistiques dans les domaines de la musique, de la danse et de l'art dramatique. Défini en concertation avec les communes et groupements de communes concernés, il a pour objet de définir les principes d’organisation des enseignements artistiques en vue d’améliorer le service public dans ce domaine, tant du point de vue de l’offre sur le territoire départemental que des conditions d’accès à cet enseignement. |
| Action culturelle                                             | Inventaire général du patrimoine culturel                                                                                           | Les départements et leurs groupements peuvent se voir déléguer par les régions bénéficiaires du transfert de compétences, l'exercice des compétences d'inventaire général du patrimoine culturel, par voie conventionnelle |
| Action culturelle                                             | Bibliothèques de prêt départementales                                                                                               | Les Bibliothèques centrales de prêt des départements (BCP) sont créées en 1945, mais il faudra attendre 1982 pour que l'ensemble du territoire français soit couvert. Les BCP ont été transférées aux départements à compter du 1er janvier 1986 et sont devenues Bibliothèques départementales de prêt (BDP) en 1992. Elles ont pour mission de constituer et d'aider un réseau de bibliothèques publiques dans les communes de moins de 10 000 habitants. 97 départements en sont pourvues. Seuls les trois départements fortement urbanisés de la petite couronne parisienne n'en sont pas dotés. |
| Action culturelle                                             | Musées | Organisation et financement des musées départementaux. |
| Action culturelle                                             | Archives départementales | Conservation et mise en valeur des archives départementales. Financement des services départementaux d'archives. |
| Action culturelle                                             | Archéologie préventive | Une collectivité territoriale ou un groupement de collectivités territoriales peut solliciter, auprès du ministre chargé de la Culture, la délivrance d’un agrément pour la réalisation de diagnostics et/ou pour la réalisation de fouilles. Les services archéologiques des collectivités territoriales sont organisés et financés par celles-ci et sont soumis au contrôle scientifique et technique de l'État,. |
| Mobilité                                                      | | |
| Voirie                                                        | Routes départementales | Le département est propriétaire du réseau routier départemental. À ce titre il en assure l'entretien, la gestion (classement, déclassement, etc) et son amélioration. En application de la loi du 13 août 2004, certaines parties des routes nationales, dites d'intérêt local, ont été transférées aux départements depuis le 1er janvier 2006. À ce titre les services ou parties de services des DDE intervenant antérieurement sur ce réseau routier dit d'intérêt local ont été étransférés aux départements à compter de 2006. |
| Grands équipements                                            | Aérodromes civils | Compétence de l'État mais toute personne morale de droit public ou privé peut créer un aérodrome destiné à la circulation intérieure publique sous réserve d’une convention avec le ministre chargé de l’aviation civile (art. L6311-2 du code des transports). Les collectivités territoriales peuvent conclure des conventions avec des transporteurs aériens pour l’aménagement d’un service régulier. La propriété, l'aménagement, l'entretien et la gestion de certains aérodromes civils appartenant à l'État au 13 août 2004 ont été transférés, au plus tard, le 1er janvier 2007 (date qui a finalement été repoussée au 1er mars 2007 par la loi no 2006-1771 du 30 décembre 2006) aux collectivités territoriales ou à leurs groupements situées dans le ressort géographique desquels sont situées ces infrastructures et qui l'ont demandé. 150 aérodromes avaient vocation à être transférés, seuls les aéroports civils d'intérêt national ou international ou nécessaires à l'exercice des missions de l'État, listés par décret no 2005-1070 du 24 août 2005, étant exclus du processus de décentralisation. Sur ces 150, 29 ont été transférés à des départements (seuls ou au sein d'un groupement comprenant des communes ou des groupements de communes),                                                                           |
| Grands équipements                                            | Ports non autonomes | Les départements exercent une multitude de compétences en matière de gestion des transports portuaires. Il s’agit en l’occurrence de : - L’aménagement, l’entretien et l’exploitation des cours d’eau, canaux, lacs et plans d’eau domaniaux non navigables transférés aux départements ; - La création, l’aménagement et l’exploitation des ports maritimes, de commerce et de pêche, ainsi que des ports maritimes de plaisance et des ports intérieurs transférés par l’État ; - La police des ports maritimes départementaux ; - L’aide aux travaux d’aménagement concernant les cultures marines ; - L’organisation de la desserte des îles (sauf si l’île appartient à une commune continentale) ; - La possibilité d’obtention du transfert de propriété du domaine public fluvial. |
| Grands équipements                                            | Canaux et voies navigables | Aménagement, entretien et exploitation des cours d’eau, canaux, lacs et plans d’eau domaniaux non navigables transférés aux départements. |
| Grands équipements                                            | Canaux et voies navigables | Propriété, aménagement, entretien et gestion des canaux et voies navigables |
| Transports                                                    | Plan départemental des transports                                                                                                   | Les transports collectifs non urbains dits également interurbains sont prévus à l’article 29 de la loi du 30 décembre 1982 d’orientation des transports intérieurs (LOTI). Le département est l’autorité organisatrice compétente pour organiser les transports dans la limite territoriale du département. Seul le département est autorité organisatrice compétente pour les transports scolaires, sauf en Ile-de-France, où c'est STIF qui les organise. Dans ce cadre, le département élabore le plan départemental des transports (services réguliers et services à la demande). |
| Transports                                                    | Transports routiers non urbains de voyageurs                                                                                        | Les transports interurbains départementaux comprennent les services réguliers et les services à la demande de transport routier qui peuvent être délégués, par le département, à des autorités organisatrices de transports secondaires que sont les communes ou leurs groupements. Font également partie des services de transports non urbains d'intérêt départemental les services routiers de substitution aux services ferroviaires non inscrits au plan de transport régional (bus ou autocars par exemple) et les services d'intérêt national organisés et mis en œuvre par les départements sur délégation de l'État. Ainsi, en matière d’organisation des transports publics, les départements sont chargés, : - D’élaborer le plan départemental relatif à la gestion des transports publics (services réguliers ou à la demande) ; - D’organiser les transports routiers non urbains de personnes ; - D'exploiter des infrastructures de transports ferroviaires ou de transports guidés non urbains ; - D’assurer, à la demande des communes, tout ou partie de l'organisation et de la mise en œuvre d'un service de transport ; - De mener des politiques de désenclavement des territoires ruraux par des transports collectifs destinés aux citoyens.                                                                                    |
| Transports                                                    | Transports scolaires (hors périmètre urbain)                                                                                        | Le département est l'autorité organisatrice compétente en matière de transports scolaires hors des périmètres de transport utbain (PTU) (sauf en Île-de-France où la gestion et l'organisation de ces transports relèvent du STIF)(art. L3111-7 du code des transports). Il en est responsable du financement, de l'organisation et du fonctionnement. À cet effet, il peut utiliser des lignes régulières (services de cars, SNCF …) comme des moyens propres. |
| Éducation et sports                                           | | |
| Éducation                                                     | Collèges - Construction et entretien                                                                                                | Depuis 1986, le département est chargé de la construction, la reconstruction, l'extension, les grosses réparations, l'équipement et le fonctionnement des collèges (art. L. 213-2 du Code de l'éducation). Définition, après avis du conseil départemental de l’éducation nationale, de la localisation des collèges publics, de leur capacité d’accueil, de leur secteur de recrutement et du mode d’hébergement des élèves en tenant compte de critères d’équilibre démographique, économique et social . |
| Éducation                                                     | Collèges - Accueil, restauration et hébergement des collégiens                                                                      | Depuis 2005, il assure également l'accueil, la restauration, l'hébergement et l'entretien technique, à l’exception des missions d’encadrement et de surveillance des élèves, des bâtiments dans les établissements dont il a la charge. |
| Éducation                                                     | Collèges - Gestion des personnels TOS des collèges                                                                                  | Depuis 2007, le département est aussi chargé du recrutement et de la gestion des personnels techniciens, ouvriers et de service qui exercent leurs missions dans les collèges. |
| Éducation                                                     | Carte scolaire | Depuis 2004, le conseil général définit, après avis du conseil départemental de l’Éducation nationale, les secteurs de recrutement des différents collèges publics du département, c'est-à-dire qu'il précise dans quel collège public doivent être scolarisés les élèves qui habitent dans telle zone du département. L'affectation des élèves dans les collèges publics relève toujours de l’État. |
| Éducation                                                     | Enseignement secondaire privé | Participation aux dépenses de fonctionnement des établissements privés du second degré sous contrat d’association Participation aux frais de fonctionnement quand un enfant résidant dans une commune est scolarisé dans un collège privé. |
| Éducation                                                     | Enseignement supérieur | Construction, reconstruction, extension, grosses réparations et équipement des locaux destinés au logement des étudiants |
| Éducation                                                     | Enseignement supérieur | Consultation sur l’implantation d’établissements d’enseignement supérieur |
| Sports                                                        | Équipements sportifs | Construction et entretien d'équipements sportifs dans les collèges. Responsabilité de l’entretien et la mise aux normes des équipements sportifs des collèges Participation financière versée aux communes mettant à disposition des équipements sportifs communaux pour les collégiens (conventions). Subventions aux clubs, associations, etc. |
| Sports                                                        | Sports de nature | Gestion des commissions départementales des espaces, sites et itinéraires, placées auprès des présidents de conseils généraux et chargées de proposer les plans départementaux des espaces, sites et itinéraires relatifs aux sports de nature. |
| Aménagement et économie                                       | | |
| Interventions dans le domaine économique                      | Responsabilité en matière de récupération d’aides illégales.                                                                        | Le département ayant accordé une aide à une entreprise est tenu de procéder sans délai à sa récupération si une décision de la Commission européenne ou un arrêt de la CJCE le lui enjoint, à titre provisoire ou définitif. Le département supporte les conséquences financières des condamnations qui pourraient résulter pour l’État de l’exécution tardive ou incomplète des décisions de récupération. Cette charge est une dépense obligatoire au sens de l’article L. 1612-15 du CGCT. |
| Interventions dans le domaine économique                      | Conventionnement avec l’État | Article L. 1511-5-Lorsque la région ne donne pas son accord à une CT infra régionale qui souhaite mettre en œuvre à un projet d’aides ou projet de régimes d’aides, cette CT eut passer une convention avec l’État pour mettre ce projet en œuvre. Article L. 1511-3 aides à l’immobilier d’entreprises – Hors rôle de chef de file de la région Le département a les mêmes compétences que la région en matière d’aides à l’immobilier d’entreprise. |
| Politique de la ville                                         | | Contrat de ville |
| Urbanisme                                                     | | Délimitation du périmètre d'intervention pour la protection et la mise en valeur des espaces agricoles et naturels périurbains et exercice du droit de préemption dans le périmètre (directement ou via SAFER). |
| Tourisme                                                      | Schéma départemental touristique | Établit le schéma d’aménagement touristique départemental. |
| Tourisme                                                      | comité départemental du tourisme | Crée le comité départemental du tourisme et lui confie tout ou partie de la mise en œuvre de la politique du tourisme du département. |
| Tourisme                                                      | Plan départemental des itinéraires de promenades et des randonnées (PDIPR)                                                          | La loi no 83-663 du 22 juillet 1983 a transféré aux départements, par son article 56, la compétence en matière d'itinéraires de promenade et de randonnée et décidé que ces collectivités établiraient des plans départementaux pour ces itinéraires. Le décret no 86-197 du 6 février 1986 a fixé au 10 janvier 1986 la date d'effet de ce transfert de compétence. |
| Aménagement rural, planification et aménagement du territoire | | L. 1111-2 du CGCT : « Les communes, les départements et les régions règlent par leurs délibérations les affaires de leur compétence. Ils concourent avec l'État à l'administration et à l'aménagement du territoire, (…) et à l'amélioration du cadre de vie. (…) » |
| Aménagement rural, planification et aménagement du territoire | Établissement d’un programme d’aide à l’équipement rural.                                                                           | |
| Réseaux câblés et télécommunications                          | Télécommunications | Art. L.1425-1 CGCT = Établissement et exploitation des infrastructures et des réseaux de télécommunication + Fourniture de services de télécommunication en cas de carences d’initiatives privées |
| Réseaux câblés et télécommunications                          | Télévision | Art. L1426-1 CGCT = Édition d’un service de télévision destiné aux informations sur la vie locale |
| Réseaux câblés et télécommunications                          | Réseaux | Art. L. 33-7 et R. 98-6-3 du code des postes et des télécommunications = Transmission gratuite par les gestionnaires de réseaux de télécommunication des informations relatives à l'implantation et au déploiement d’infrastructures et de réseaux sur le territoire des collectivités |
| Réseaux câblés et télécommunications                          | Audiovisuel | Art. 34 de la loi no 86-1067 du 30 septembre 1986 modifiée = Qualité de distributeur de services de communications audiovisuelles. |
| Énergie                                                       | Distribution d'électricité et de gaz                                                                                                | Art. L.2224-31 CGCT = Autorités organisatrices de distribution d’électricité et de gaz si le département exerce cette compétence à la date de publication de la loi no 2004-803 du 9 août 2004. |
| Énergie                                                       | Énergies renouvelables | Aménagement, exploitation d’installation de production d’énergie de sources renouvelables. |
| Énergie                                                       | Économies d'énergie | Art. L.2224-34 CGCT = Mise en place d’actions tendant à maîtriser la demande d’énergie Article 8 de la loi no 46-628 du 8 avril 1946 sur la nationalisation, modifié par la loi no 80-531 du 15 juillet 1980 relative aux économies d’énergie = Aménagement de réseaux de chaleur alimentés par des installations utilisant le pouvoir calorifique des résidus et déchets collectés. |
| Environnement et déchets                                      | | |
| Environnement et patrimoine                                   | Espaces naturels | Les collectivités territoriales, dont les départements, peuvent contribuer à la connaissance du patrimoine naturel par la réalisation d'inventaires locaux, ayant notamment pour objet de réunir les connaissances nécessaires à l'élaboration du schéma régional de cohérence écologique. |
| Environnement et patrimoine                                   | Espaces, sites et itinéraires relatif aux sports de nature                                                                          | Le département favorise le développement maîtrisé des sports de nature. À cette fin, il élabore un Plan départemental des espaces, sites et itinéraires (PDESI) relatifs aux sports de nature. Ce plan inclut le Plan départemental des itinéraires de promenade et de randonnée (PDIPR) prévu à l'article L. 361-1 du code de l'environnement. Ce plan est proposé par la Commission départementale des espaces, sites et itinéraires (CDESI) relatifs aux sports de nature (Dispositif introduit par l'article 50-2 de la loi no 84-610 du 16 juillet 1984 relative à l'organisation et à la promotion des activités physiques et sportives, modifié par la loi no 2004-1343 du 9 décembre 2004 - art. 17 puis par l'ordonnance 2006-596 art. 7 3° du 25 mai 2006. |
| Environnement et patrimoine                                   | Espaces naturels sensibles | Les Espaces naturels sensibles (ENS) ont pour objectif de préserver la qualité des sites, des paysages, des milieux naturels et des champs d’expansion des crues et d’assurer la sauvegarde des habitats naturels ; mais également d’aménager ces espaces pour être ouverts au public, sauf exception justifiée par la fragilité du milieu naturel. En vertu de l'article L. 110 du code de l'urbanisme, le département est compétent pour élaborer et mettre en œuvre une politique de protection, de gestion et d'ouverture au public des espaces naturels sensibles, boisés ou non. Sur 74 départements, 3050 espaces naturels sensibles ont été acquis ce qui représente au minimum 70 000 hectares et 270 000 hectares ont été désignés en zone de préemption. |
| Environnement et patrimoine                                   | Espaces agricoles et naturels périurbains                                                                                           | La loi du 23 février 2005 relative au développement des territoires ruraux a introduit la possibilité pour les départements de délimiter des périmètres de protection et de mise en valeur des espaces agricoles et naturels périurbains (PAEN) associés à des programmes d'action. Le PAEN permet de réunir dans un même outil une possibilité de maîtrise foncière et un projet de développement et d’aménagement. En 2012, quatre PAEN avaient été créés depuis la publication de cette loi : dans les Pyrénées-Orientales, la Loire, les Bouches-du-Rhône et la Gironde. |
| Déchets                                                       | Déchets ménagers | En aval de la loi no 75-633 du 15 juillet 1975, socle de la réglementation française sur les déchets, la loi du 13 juillet 1992, relative à l’élimination des déchets et aux installations classées pour la protection de l’environnement, prévoit que chaque département soit couvert par un Plan d’élimination des déchets ménagers et assimilés. L’article 45 (article L. 541-14 du code de l’environnement) de la loi no 2004-809 du 13 août 2004, relative aux libertés et responsabilités locales, transfère au Département la compétence d’élaboration et de suivi du Plan départemental ou interdépartemental d’élimination des déchets ménagers et autres déchets mentionnés à l’article L. 2224-14 du CGCT (déchets pouvant être collectés et traités sans sujétions techniques particulières). |
| Déchets                                                       | Déchets du bâtiment et des travaux publics                                                                                          | Les premiers plans de gestion des déchets de chantiers du BTP ont été initiés sous l'impulsion de la circulaire du 15 février 2000 qui demandait aux préfets, et plus opérationnellement aux directions départementales de l'équipement, d'animer une démarche de planification des déchets du BTP, en concertation avec l'ensemble des acteurs de la construction des routes et des bâtiments. Devant l'inachèvement du processus, une nouvelle génération de plans de prévention et de gestion des déchets du BTP, plus encadrés, a été engagée et dont la responsabilité de l'élaboration et du suivi a été confiée, aux termes de la loi du 12 juillet 2010, aux conseils généraux, ou régional pour l'Île-de-France. |
| Eau et assainissement                                         | Financement | Possibilité de participer au financement des travaux d'alimentation en eau potable et d'assainissement dans les communes rurales (convention avec l'agence de l'eau pour définir la clé de répartition des subventions) |
| Eau et assainissement                                         | Planification | Participation au schéma d’aménagement et de gestion des eaux (SAGE) et au schéma directeur d’aménagement et de gestion des eaux (SDAGE). |
| Eau et assainissement                                         | Aménagement | Aménagement, entretien et exploitation des cours d’eau, canaux, lacs et plans d’eau transférés aux départements. |
| Eau et assainissement                                         | Assistance technique | Mise à disposition des communes ou des EPCI d’une assistance technique dans le domaine de l’assainissement, de la protection de la ressource en eau, de la restauration et de l’entretien des milieux aquatiques |
| Autres compétences                                            | | |
| Sécurité                                                      | Services départementaux d'incendie et de secours                                                                                    | La loi du 6 février 1992 relative à l’administration territoriale de la République a donné aux « services départementaux d’incendie et de secours » (SDIS), établissements publics, la compétence de droit commun pour la gestion des moyens affectés à la lutte contre les incendies. La loi du 3 mai 1996 a conforté cette logique d’organisation départementale, de façon à optimiser les moyens, renforcer les solidarités locales et mieux gérer les sapeurs-pompiers volontaires. Les personnels et les matériels des communes ont été transférés aux SDIS, devenus des établissements publics communs aux départements, aux communes et aux établissements publics de coopération intercommunale (EPCI) compétents en matière de secours et de lutte contre l’incendie. La loi du 27 février 2002 relative à la démocratie de proximité a renforcé la place du département au sein du SDIS, dont le conseil d’administration, présidé par un élu du département, est, depuis, majoritairement composé de représentants de cette collectivité. Enfin la loi du 13 août 2004 relative à la modernisation de la sécurité civile a ouvert la possibilité de créer des établissements publics interdépartementaux |
| Sécurité                                                      | Police du domaine public départemental                                                                                              | Police de la circulation sur le domaine départemental ; |
| Sécurité                                                      | Participation au conseil départemental de prévention                                                                                | Les conseils départementaux de prévention de la délinquance (CDPD) et les conseils communaux de prévention de la délinquance (CCPD) ont été créés en 1983. En 2002, un décret du 17 juillet réforme le dispositif en créant une structure unique : les Conseils locaux de sécurité et de prévention de la délinquance (CLSPD). Le CLSPD, qui remplace le CCPD, devient l’instance de coordination locale de tous les acteurs de la prévention et de la sécurité. Le CLSPD est présidé par le maire ou par le président d’un EPCI dans le cas d’une instance intercommunale. Le département y est représenté . |
| Coopération décentralisée                                     | Actions de coopération internationale ou transfrontalière                                                                           | Les actions de coopération décentralisée permettent aux collectivités territoriales de développer leurs relations avec des collectivités locales étrangères, notamment lorsqu'il s'agit de collectivités frontalières. En droit interne, les premières voies de cette coopération ont été ouvertes par la loi du 2 mars 1982 relative aux droits et libertés des communes, des départements et des régions (loi no 82-213), avant d'être véritablement consacrées par la loi du 6 février 1992 relative à l'administration territoriale de la République (loi no 92-125), puis précisée par la loi du 2 février 2007 (loi no 2007-147 relative à l'action extérieure des collectivités territoriales et de leurs groupements). L'article L. 1115-1 du CGCT indique que, dans le respect des engagements internationaux de la France, les collectivités territoriales peuvent conclure des conventions avec des autorités locales étrangères pour mener des actions de coopération ou d'aide au développement. Au 1er août 2014, 91 départements menaient 931 projets à travers le monde |

## Compétences après la réforme de 2015
Le tableau de répartition des compétences entre les diverses collectivités et l'État est disponible sur le site des collectivités locales de l'État : https://www.collectivites-locales.gouv.fr/files/Comp%C3%A9tences/1.%20les%20comp%C3%A9tences/tableau_de_competences-novembre2019.pdf
Il y a par exemple la possibilité de gérer un laboratoire départemental d'analyse.